# Goeletapis peruensis
Goeletapis peruensis är en biart som beskrevs av Rozen 1997. Goeletapis peruensis ingår i släktet Goeletapis och familjen vägbin. Inga underarter finns listade i Catalogue of Life.